# Saltos ornamentais no Campeonato Mundial de Esportes Aquáticos de 2019 - Equipe
A prova por equipe dos saltos ornamentais no Campeonato Mundial de Esportes Aquáticos de 2019 foi realizada no dia 16 de julho, em Gwangju, na Coreia do Sul. 

## Medalhistas
| Ouro                         | Prata                                     | Bronze                                             |
| China · Yang Jian · Lin Shan | Rússia · Sergey Nazin · Yulia Timoshinina | Estados Unidos · Andrew Capobianco · Katrina Young |

## Resultados
A final foi realizado no dia 16 de julho às 20:45. 
| Pos.              | Nacionalidade  | Saltadores                           |        |
| Pos.              | Nacionalidade  | Saltadores                           | Pontos |
| ----------------- | -------------- | ------------------------------------ | ------ |
| Medalha de ouro   | China          | Yang Jian Lin Shan                   | 416.65 |
| Medalha de prata  | Rússia         | Sergey Nazin Yulia Timoshinina       | 390.05 |
| Medalha de bronze | Estados Unidos | Andrew Capobianco Katrina Young      | 357.60 |
| 4                 | Malásia        | Chew Yiwei Leong Mun Yee             | 347.80 |
| 5                 | Austrália      | Cassiel Rousseau Laura Hingston      | 329.30 |
| 6                 | Reino Unido    | Ross Haslam Eden Cheng               | 327.90 |
| 7                 | Colômbia       | Sebastián Villa Diana Pineda         | 325.40 |
| 8                 | Alemanha       | Lars Rüdiger Maria Kurjo             | 324.50 |
| 9                 | Ucrânia        | Oleksii Sereda Anna Arnautova        | 323.20 |
| 10                | México         | Ivan García Paola Espinosa           | 319.55 |
| 11                | Suécia         | Vinko Paradzik Ellen Ek              | 315.65 |
| 12                | Cuba           | Carlos Ramos Anisley García          | 306.60 |
| 13                | Itália         | Riccardo Giovannini Chiara Pellacani | 301.05 |
| 14                | Venezuela      | Oscar Ariza María Betancourt         | 294.00 |
| 15                | Brasil         | Isaac Souza Tammy Takagi             | 287.10 |
| 16                | Tailândia      | Thitipoom Marksin Ramanya Yanmongkon | 238.70 |